# Syncolostemon
Syncolostemon là một chi thực vật có hoa trong họ Hoa môi (Lamiaceae).

## Loài
Chi Syncolostemon gồm các loài: